# Cladeus
Kladeos (Κλάδεος) a fost un zeu-râu din mitologia greacă, unul din fii lui Oceanus și Tethys. Curge dinspre nord, traversează Olympia și se varsă în râul Alfeios.